# Jerzy Aulich
Jerzy Aulich (ur. 22 stycznia 1923 we Lwowie, zm. 2 listopada 1992 we Wrocławiu) – polski bankowiec, w latach 1964–1982 dyrektor kilku oddziałów Narodowego Banku Polskiego na Dolnym Śląsku, radny wrocławski. Syn Gotfryda (zatrudnionego od 1921 w Polskim Banku Przemysłowym, a od grudnia 1923 w Banku Gospodarstwa Krajowego), i Kazimiery z domu Raczyńskiej, starszy brat Jana (ur. 1931); do 1941 uczeń lwowskiego III gimnazjum im Batorego.
Po wkroczeniu Niemców do Lwowa w 1941 pracował jako pomoc techniczna, laborant i karmiciel wszy w instytucie Weigla.
Po wojnie repartiował się do Polski, tu w Warszawie w 1951 ożenił się z Jadwigą z Langiewiczów. Pracę zawodową rozpoczął w bankowości; w 1964 powołany został na stanowisko dyrektora oddziału NBP w Oławie, później (w 1968) – dyrektora III Oddziału Miejskiego we Wrocławiu, następnie (1970) zastępcy dyrektora oddziału wojewódzkiego NBP, wreszcie (1974) dyrektora V Oddziału NBP we Wrocławiu.
Był także radnym Dzielnicowej Rady Narodowej Wrocław – Stare Miasto (w kadencji od 1969 r.)
W 1977 odznaczony Krzyżem Kawalerskim Orderu Odrodzenia Polski.
Aktywny członek Towarzystwa Miłośników Lwowa i Towarzystwa Filatelistycznego, brał udział w licznych wystawach filatelistycznych, otrzymywał na nich liczne nagrody.
Jerzy Aulich jako dyrektor V Oddziału NBP we Wrocławiu przy pl. Wolności, w którym swój rachunek miał dolnośląski region NSZZ „Solidarność”, podjął decyzję o powstrzymaniu się od standardowej procedury przekazania odpowiednim służbom (w tym milicji) informacji o zamiarze podjęcia 3 grudnia 1981 roku przez skarbnika i wiceprzewodniczącego Zarządu Regionu „Solidarności” (J. Piniora i P. Bednarza) gotówką 80 milionów złotych, należących do Związku. W wyniku tej decyzji legalna, choć niezwykła, operacja wyprowadzenia z państwowej sieci bankowej funduszy Związku powiodła się: środki te zostały zdeponowane we wrocławskiej kurii (u abp. Gulbinowicza) i wkrótce po tym, po wprowadzeniu w Polsce stanu wojennego mogły służyć – pomimo zablokowania kont Związku – na finansowanie jego działalności w podziemiu.
Jerzy Aulich swoją decyzję przypłacił utratą stanowiska w styczniu 1982; wkrótce doznał zawału serca, później zaawansowana cukrzyca uczyniła go inwalidą: w kilku kolejnych operacjach amputowano mu najpierw jedną, a później w wyniku dalszego postępu cukrzycy, również w paru etapach, także drugą nogę. Zmarł na zawał 2 listopada 1992, w niedługim czasie po ostatniej amputacji.
Nikt z „Solidarności” nie zainteresował się losem Jerzego Aulicha i jego rodziny, jak również nie doczekał się on podziękowania za nieprzekazanie odpowiednim służbom (w tym milicji) informacji o zamiarze podjęcia 80 milionów przez działaczy Solidarności.
Pochowano go na cmentarzu parafii św. Rodziny na wrocławskim Sępolnie.

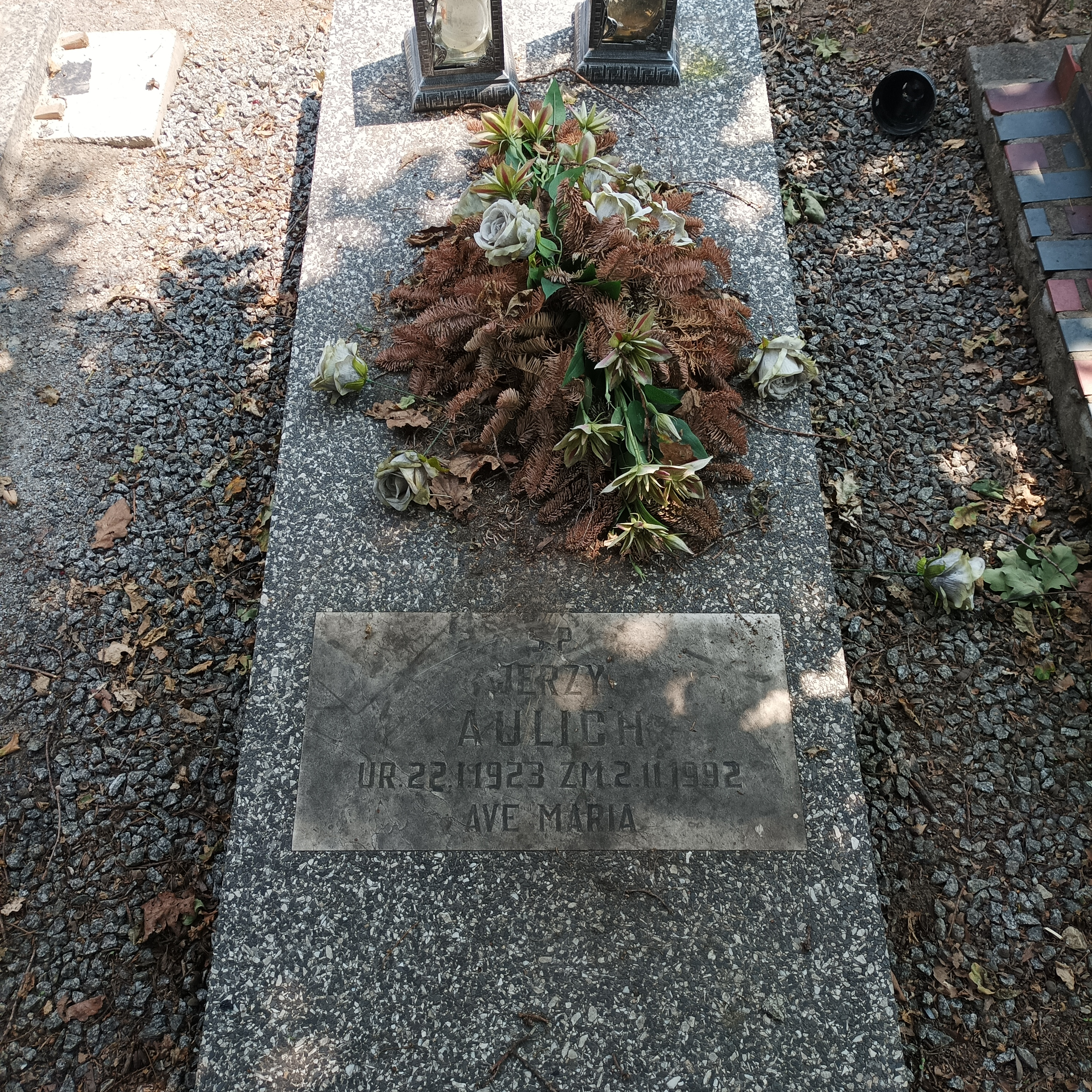
Grób Jerzego Aulicha na Cmentarzu Świętej Rodziny

W postać Jerzego Aulicha wcielił się – w filmie 80 milionów, opartym na kanwie wydarzeń z 1981 roku – aktor Cezary Morawski.